# Anders Nystedt (präst)
Anders Nystedt, född 11 augusti 1811 på Gallhammar i Bergs församling i Jämtlands län, död 21 oktober 1882 i Fellingsbro församling, var en svensk präst.

## Biografi
Nystedt blev student vid Uppsala universitet 1831 och var under studietiden informator hos Erik Gustaf Geijer 1831–1836. Han promoverades till filosofie magister 1839 och prästvigdes i Uppsala domkyrka 1842. Nystedt var regementspastor vid Södermanlands regemente 1839–1846, kyrkoherde i Näshulta församling 1848–1867 och kyrkoherde i Fellingsbro församling från 1867. Han blev prost honoris causa 1871.

## Familj
Nystedt var son till överstelöjtnanten Anders Nystedt (1761–1822) och Magdalena Edholm (1774–1864). Familjen bodde på kompanichefsbostället Gallhammar i Bergs socken i Jämtland. Han gifte sig 1847 med Elna Christina Ågren (1822–1868), vars far Sven Ågren var professor vid Krigsakademien på Karlberg och kyrkoherde i Tillinge.  De fick sju barn: Sigrid Magdalena (1847–1938), som var gift med disponenten Carl Wennerström, Anders (1849–1926), som var bruksförvaltare, Erik Gustaf (1850–1913), som var vice häradshövding och auditör vid Svea artilleriregemente, Elna Kristina Sofia (1852–1876), som var gift med Axel Lundh, Charlotte Helena (1854–1933), som var gift med kyrkoherden Samuel Gustaf Palén i Västervik, Hedvig Wilhelmina (1856–1941), som var gift med grosshandlaren Adam Leonard Ramström, och Sven Oskar (1863–1944), som var överste.